# Mirakelbær
Mirakelbær (Synsepalum dulcificum) er en busk eller et lille træ med stedsegrønne blade og små, gule blomster og røde bær. Planten bliver dyrket på grund af bærrenes "mirakuløse" virkning på smagsløgene.

## Beskrivelse
Mirakelbær er en stor busk eller et lille træ med en opret vækst. Barken er først lysegrøn og hårklædt. Senere bliver den brun og filthåret. Gamle grene får efterhånden en knudret, lysegrå bark. De små, mørkebrune knopper sidder spredt eller næsten modsat, samlet nær skudspidserne. 
Bladene er stedsegrønne og elliptiske eller let spatelformede med bølget, hel rand. Blomstringen foregår over en lang periode af sommeren (i hjemlandet sker det i regntiden). Blomsterne er regelmæssige og 5-tallige med gulligt-hvide kronblade. Frugterne er røde, aflange stenfrugter på 2,5-3 cm. 
Rodnettet er groft. 
Højde x bredde: 4,50 x 3,00 m.

## Hjemsted
Mirakelbær vokser naturligt i lavlandsområder af tropisk Vestafrika, hvor den foretrækker let skyggede voksesteder med en jord, som er sur og vedvarende fugtig. 
I Benin, nær Ogun State University, vokser arten på Ago-Iwoye Campus sammen med bl.a. guava, iildkrone, Amaranthus spinosus (en art af amarant), cashew, Clerodendron umbellatum (en art af skæbnetræ), guldregnkassia, Indigofera macrophylla (en art af indigo), indisk fingerhirse, Ipomoea mauritiana (en art af pragtsnerle), jobståre, Manihot glaziovii (en art af maniok), paternosterbønne, stinkende passionsblomst, vestindisk bomuld, ægte kola og ægte mimose.

## Anvendelse
Bærrene fra denne plante (som også kaldes mirakelfrugt) bruges som smagsgiver, hvor man udnytter deres evne til at ændre oplevelsen af andre smage. Denne virkning skyldes at de indeholder glykoproteinet miraculin, som får syrlige smage til at opfattes af smagsløgene som søde. Bider man f.eks. først i mirakelfrugten og derefter i en citron, vil citronen smage i retning af en sød appelsin.

## Note
1. ↑  Mike O. Soladoye, Mubo A. Sonibare, Adeniyi O. Nadi og Dolapo A. Alabi: Indigenous Angiosperm biodiversity of Olabisi Onabanjo University permanent site – en undersøgelse af den spontane vegetation ved Olabisi Onabanjo Universitetet (engelsk)